# Emilio Arlotti
Emilio Arlotti (Ferrara, 13 marzo 1883 – Ferrara, 15 novembre 1943) è stato un politico italiano.

## Biografia
Socialista riformista in gioventù, fervente interventista, ha trascorso quasi tutto l'arco della sua vita lavorativa come amministratore e direttore dello zuccherificio Bonora. È stato anche consigliere della Banca d'Italia e presidente della Cassa di Risparmio di Ferrara. Deputato e consigliere nazionale, senatore dal 1939, non ha mai aderito al Partito Nazionale Fascista se non in modo formale, e rifiuta anche l'adesione alla Repubblica Sociale Italiana. Perseguitato dai repubblichini, muore fucilato nella rappresaglia che il 15 novembre 1943 segue l'assassinio del federale Igino Ghisellini.